# Dieze
Als Dieze bezeichnet man heute den knapp 6,5 Kilometer langen untersten Abschnitt des mit einer Wasserführung von rund 22 m³/s zweitgrößten niederländischen Nebenflusses der Maas in der Provinz Noord-Brabant. Der Name gilt ab dem Zusammenfluss des Hauptflusses Dommel mit der kleineren Aa in ’s-Hertogenbosch.

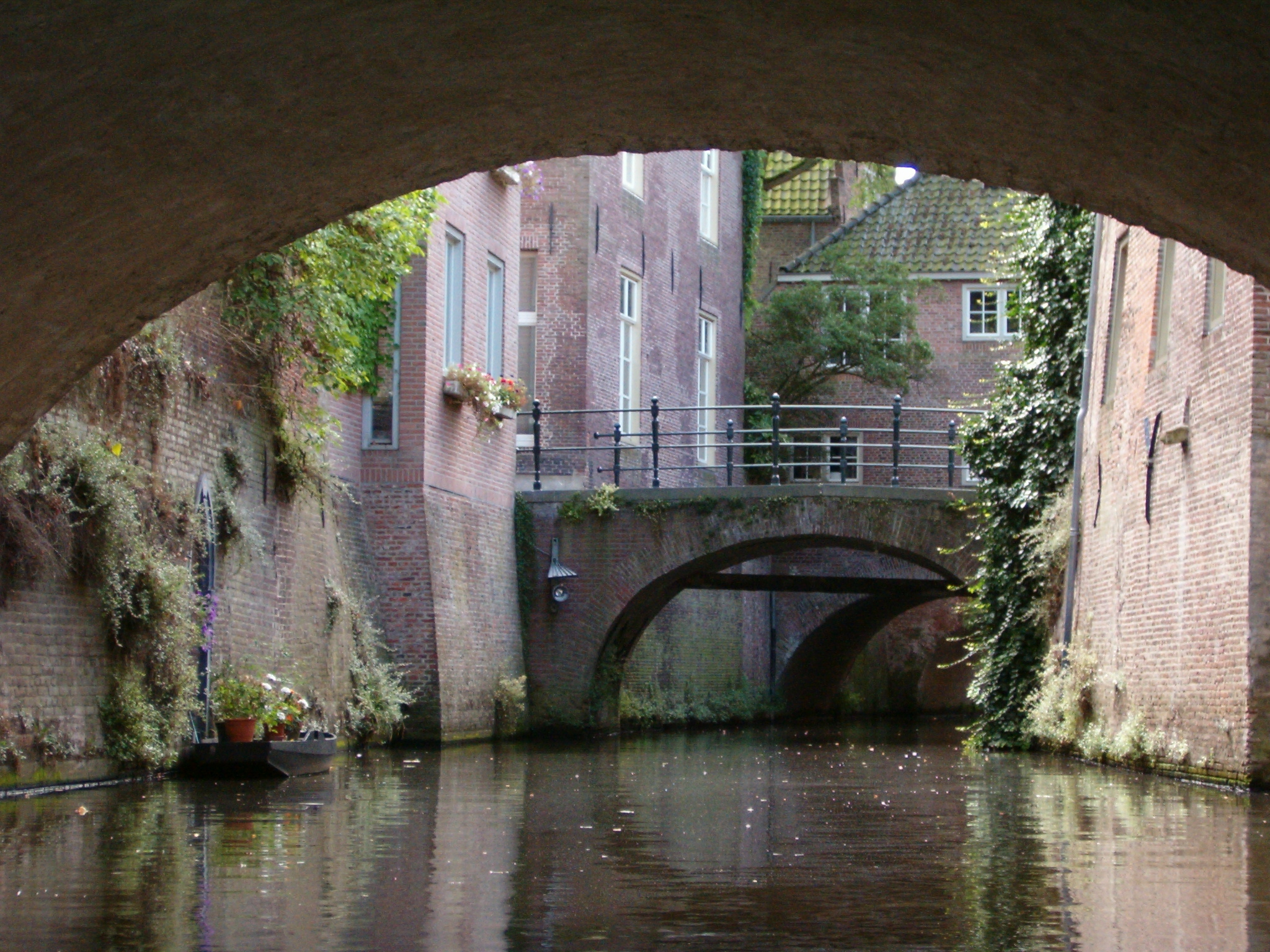
Die Binnendieze in 's-Hertogenbosch

Ursprünglich war Dieze oder Diest auch der Name des größten linken Nebenflusses der Dommel, heute Run oder Esschestroom genannt. Einige Flussarme unterhalb dessen Einmündung, besonders in 's-Hertogenbosch, führen daher noch die Bezeichnung Binnendieze. Die Dieze mündet bei Fort Crèvecoeur gegenüber Hedel in die Maas.
Die Wasserführung der Dieze und ihrer Zuflüsse wird stark beeinflusst von den querenden Schifffahrtskanälen. Zum einen verliert die Dommel als Oberlauf der Dieze besonders im Winter Wasser an den Wilhelminakanal (im Winter erreichen darüber zwischen 2 und 20 m³/s bei Geertruidenberg die Maas), zum anderen beeinflussen in 's-Hertogenbosch der Kanal Zuid-Willemsvaart und der Drongelens Kanal die Wasserführung, Ersterer durch Zufuhr von rund 5 m³/s Maaswasser, Letzterer durch Ableitung von annähernd der gleichen Menge zur Bergschen Maas bei Waalwijk. Der Flusslauf der Dieze selbst ist über die ersten vier Kilometer Teil des Kanalsystems und zugleich Hafenzufahrt der Stadt 's-Hertogenbosch von der Maas aus.